# Thierry Mugler
Pour les articles homonymes, voir Mugler.
Thierry Mugler, de son vrai nom Manfred Thierry Mugler, né le 21 décembre 1945, à Strasbourg (Bas-Rhin) et mort le 23 janvier 2022 à Vincennes (Val-de-Marne), est un styliste et grand couturier français, créateur de vêtements et de parfums, ainsi que metteur en scène et photographe.

## Biographie

### Famille et jeunesse
Manfred Thierry Mugler naît à Strasbourg, le 21 décembre 1945, à quelques pas de la cathédrale. Son père est médecin. Enfant rêveur et solitaire, il s'échappe dans un monde imaginaire : « Comme j'étais très seul, enfant, je rêvais, je lisais des illustrés, je fuguais dans la forêt voisine pour vivre dans une grotte comme Timour, l'homme des cavernes. J'imaginais des mondes à l'opposé de celui de la bonne société strasbourgeoise, dont je désespérais de jamais sortir ».
Dès neuf ans, il prend des cours de danse classique et rejoint à quatorze ans les ballets de l’opéra du Rhin. « Mes parents ne me l'ont pas pardonné, mais cela m'a libéré. Et la magie de la scène ne m'a plus quitté. » La danse lui ouvre les portes du théâtre où il découvre les jeux de lumière, la création de costumes et la mise en scène. Il garde de cette expérience de danseur classique, non seulement un talent développé pour l’expression corporelle, mais aussi le sens de la discipline du corps et de l’esprit.

### Études et premiers métiers
Il prend en parallèle des cours à l'école des Arts décoratifs de Strasbourg, pour y suivre des études d'architecte d'intérieur. Il doit à cette formation sa passion pour les constructions aux perspectives fascinantes.
En 1969, à l'âge de vingt et un ans, il s'installe à Paris. Il fréquente le milieu homosexuel parisien, notamment le Fiacre, un bar-restaurant de Saint-Germain-des-Prés. Il vend des dessins et des croquis à des fabricants du Sentier. Il porte ses propres créations, des vêtements confectionnés à partir de pièces achetées sur les marchés aux puces. Son allure et son style unique surprennent mais plaisent énormément à son entourage. Il passe rapidement, en toute logique, au stylisme de vêtements qu’il expose à partir de 1970 dans sa première boutique parisienne « Gudule », située rue de Buci dans le 6e arrondissement de Paris après un passage chez André Peters à Londres entre 1968 et 1969.

### Débuts dans la mode
À 26 ans, devenu styliste indépendant, il travaille pour diverses grandes maisons de prêt-à-porter à Paris, Milan, Londres et Barcelone.
En 1973, il crée sa première collection « Café de Paris ». Citadine et sophistiquée, à contre-courant des tendances du moment, la collection annonce un retour à l’image d’une femme sexy, parisienne, coquette, aguichante et sûre d’elle, qui n’est pas sans rappeler l’élégance sobre et intemporelle des actrices hitchcockiennes. Il affirme déjà son style bien à lui, fait d’un équilibre intemporel entre classicisme et modernité. Il fonde sa première marque Café de Paris en 1973, elle annonce les débuts de l'hyperféminité et de l'accent mis sur les formes des femmes, griffe qui ne le quittera plus. Les vêtements créés sont toujours de la même veine : des silhouettes aux formes exacerbées grâce à des rembourrages, des décolletés plongeants et des tailles de guêpes,. Rapidement, Thierry Mugler donne son nom à sa marque puis lance une ligne masculine.
À contre-courant d’une mode folklorique et déstructurée, il crée rapidement une société à son nom associé à parts égales avec Alain Caradeuc. Mais très vite, Thierry Mugler décide de former un triumvirat et de s'associer avec Didier Grumbach et Michel Douard[réf. souhaitée].
En 1978, année où il habille les serveurs du Palace (une combinaison constituée de coton rouge avec des épaulettes et une ceinture en lamé or),, il ouvre sa première boutique à Paris, place des Victoires (dans le 1er arrondissement), aménagée par Andrée Putman. Il lance également une collection pour homme : il retravaille le classique masculin et lui donne un style résolument moderne. Une coupe nette, précise, structurée, qui dessine une silhouette très reconnaissable : épaulée, à la fois, pour une allure dynamique et élancée.

### Années stylisme et couture

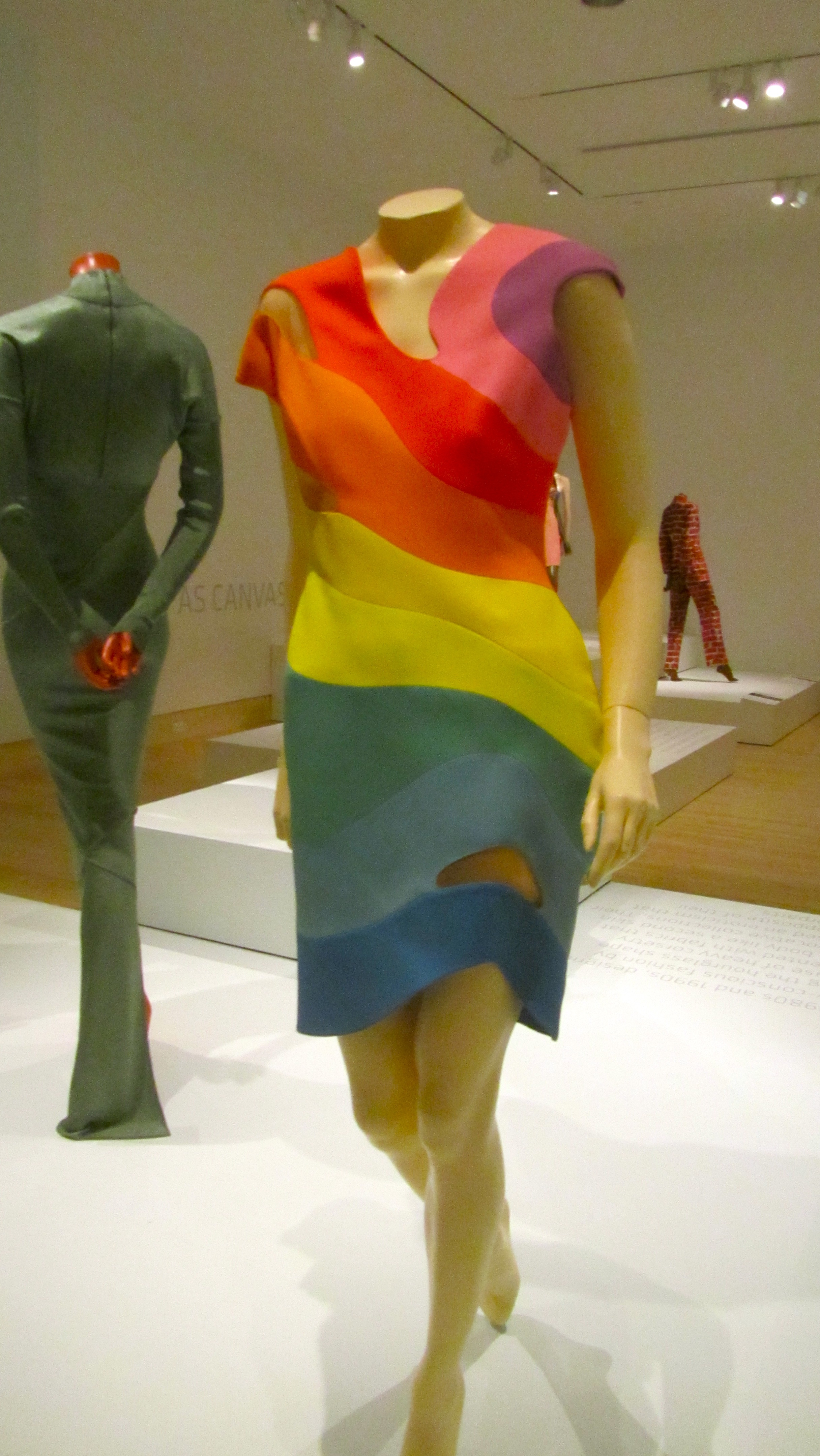
Une robe arc-en-ciel par Thierry Mugler exposée au musée d'Art d'Indianapolis.

En 1984, Thierry Mugler créé le 1er défilé payant qui se déroulera au Zenith de Paris et regroupera 6 000 invités.
Dans les années 1980 et 1990, Thierry Mugler acquiert une renommée internationale et ses collections rencontrent un succès commercial. À l’invitation de la Chambre syndicale de La haute couture, il réalise dans les années 1990 sa première collection en tant que « membre invité » de la haute couture. Il fait alors partie des créateurs des années 1990 qui hissent la mode au rang d'art visuel : ses créations égalant ses défilés de mode, conçus comme des spectacles à part entière.
Si les mannequins qui défilent pour lui (Edwige Belmore, Farida Khelfa, Pat Cleveland ou encore Jerry Hall) apprécient les fantasmes vestimentaires du styliste, certains articles critiquent l'aspect caricatural de ses créations où les thèmes de la guerre et des amazones sont présents, jugées notamment dégradantes pour l'image de la femme.
En 1989, il signe les costumes de la première tournée de Mylène Farmer, et collabore à nouveau avec la chanteuse dans les années 1990 pour certains de ses clips (XXL, Souviens-toi du jour…).
Il refuse de réaliser les costumes du film Cotton Club de Francis Ford Coppola ou encore ceux de Michael Jackson pour sa tournée Dangerous, tout comme les propositions de Madonna ou encore de Bernard Arnault, lequel lui aurait proposé de reprendre Dior.
En 1992, il prend la direction artistique des parfums Mugler, alors séparés de la couture. Le parfum Angel est lancé et devient numéro 1 des ventes détrônant ainsi le Numéro 5 de Chanel.
En 1994, il joue son propre rôle, aux côtés notamment d'autres stylistes et grand couturiers, dans le film Prêt-à-porter de Robert Altman.
En 1997, l'entreprise Thierry Mugler est rachetée par le groupe Clarins. Après des pertes de plusieurs millions d'euros, Clarins ferme la partie « couture » de la marque en 2003,. D'autres stylistes vont ainsi œuvrer pour les collections de prêt-à-porter et les accessoires de la marque.
En 2019, après 20 ans sans avoir créé de nouvelle pièce, il dessine la robe que porte Kim Kardashian au Met Gala, influencée par les pièces d’archives en écho à la rétrospective Mugler au musée des beaux-arts de Montréal. Celle-ci est présentée entre septembre 2021 et avril 2022 au musée des Arts décoratifs (Paris).

### L'après-couture
Thierry Mugler s’éloigne du monde de la mode en 2002, en quittant le prêt-à-porter de sa marque, pour s'investir dans les domaines qu'il avait toujours liés à son œuvre de styliste et de couturier : photographie, création de costumes de spectacles, mise en scène,. Il reste cependant impliqué jusqu'en 2013 dans la création des parfums, le design des flacons et les visuels des parfums de la marque en tant que directeur artistique de Thierry Mugler Parfums.

Il vit entre Paris et New York, la ville dont il déclare en 2007 « maintenant mon cœur est là-bas, dans cette mégapole accrochée à un rocher de silex au bord de l'Atlantique. J'en aime la géographie verticale, la force tellurique. Et le vent du large ». Outre ses activités et projets foisonnants, il reste fidèle à son goût de la discipline et d'entretien de son corps :

« J'ai eu plusieurs accidents assez graves dont je suis sorti tout de traviole et la colonne vertébrale malmenée. À force d'exercices, j'ai réussi à ne pas avoir de séquelles. Depuis, c'est vital, je m'entretiens. Yoga, stretching, méditation : ça fabrique plein d'endorphines ! Je suis un régime de sportif ultrastrict, composé de sept petits repas par jour, sans sel, sans alcool, sans graisses ni sucres rapides. Difficile ? Oui, mais disons que j'aime les extrêmes ! Pour moi, le bonheur est dans la discipline. »

Indomptable, il ne s'est jamais laissé emprisonner dans le statut de grand couturier et refuse notamment les rétrospectives de ses créations dans des musées prestigieux. Le happening est le seul cadre qu'il envisage pour leur exposition.
En 2012, il est le scénariste et réalisateur du court-métrage Z Chromosome.

### Manfred

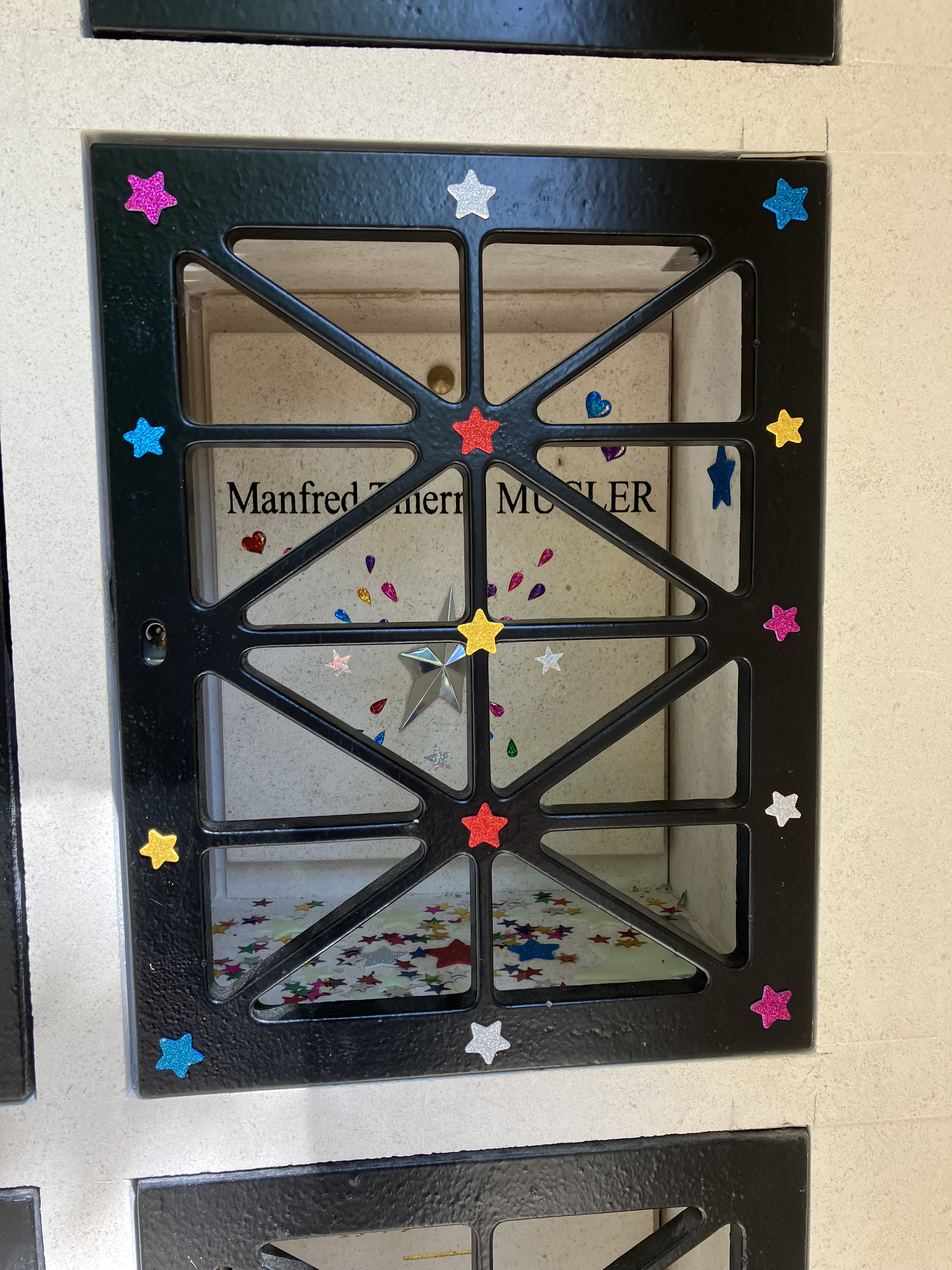
Plaque cinéraire de Thierry Mugler au cimetière du Père-Lachaise (division 49).

Dans les années 2000, Thierry Mugler reprend son premier prénom, Manfred. À partir de 2013, il produit sous le nom de « Manfred Thierry Mugler » des spectacles revisitant le genre de la revue de music-hall : Mugler Follies à Paris,, et The Wyld à Berlin en Allemagne, dans la prestigieuse salle de spectacles Friedrichstadt-Palast ,,.
Cette reconversion s'accompagne d'une transfiguration physique et mentale : culturisme, yoga, méditation, chirurgie plastique et implants qui le rendent méconnaissable, lui font des pommettes tout en largeur, un menton tout en avant, le nez cassé écrasé et aplati façon lion et des lèvres, le faisant ressembler à Mickey Rourke ou à Jocelyne Wildenstein,.

### Mort et obsèques
Thierry Mugler meurt le 23 janvier 2022 à son domicile à Vincennes à l'âge de 73 ans, de « mort naturelle ».
Ses obsèques sont célébrées le 4 février au temple protestant de l'Oratoire du Louvre,,. Il est ensuite crématisé. Son urne funéraire est déposée au cimetière du Père-Lachaise, dans une chapelle située en bordure de division, transformée en mini-columbarium (division 49, avenue Feuillant en première ligne).

## Styliste et couturier

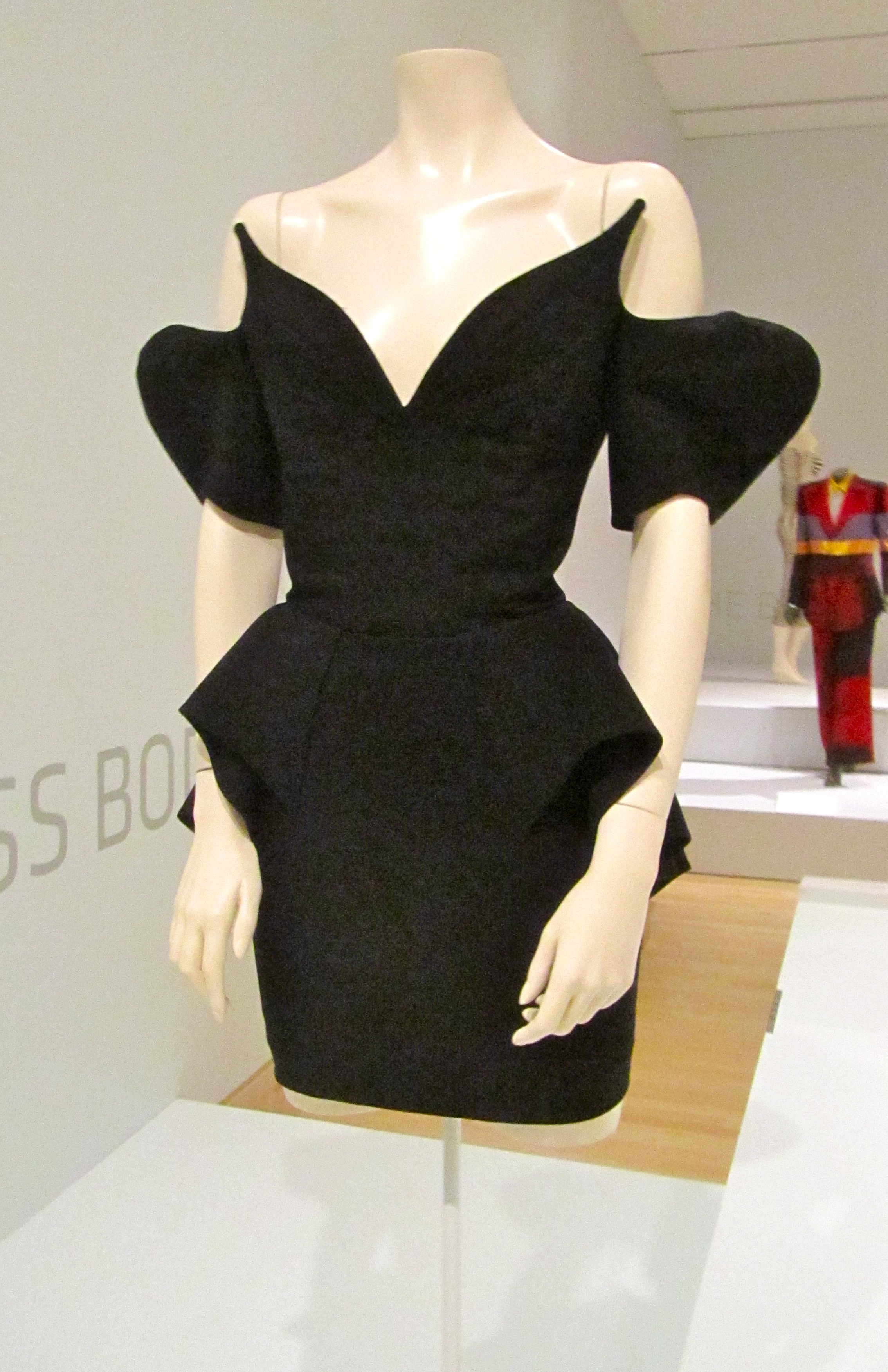
Robe du soir Thierry Mugler.

### Style
Selon Véronique Bergen : « Thierry Mugler divinisait la femme pour en faire une créature hypersexy, fétiche, immatérielle. Azzedine Alaïa a fait de même ».
Selon Le Monde, Mugler est « fou » des épaulettes et les « épaules de géantes [de ses mannequins] marquent une époque »,.

### Défilés
Son défilé palais de Tokyo - Paris (collection automne-hiver en mars et collection printemps-été en octobre 1990) marque les annales de la mode[non neutre][réf. nécessaire] ; les pièces de cette collection apparaissent également dans le vidéo-clip Paparazzi de Lady Gaga et Beyoncé les portera dans sa tournée "I Am... Tour" ;

### Collaborateurs
Parmi les anciens collaborateurs de Thierry Mugler : Alexandre Vauthier, son secrétaire personnel de 1993 à 1997, devenu grand couturier en 2014.

Exposition « Thierry Mugler, couturissime », 30 septembre 2021 au 24 avril 2022, Musée des Arts décoratifs Paris
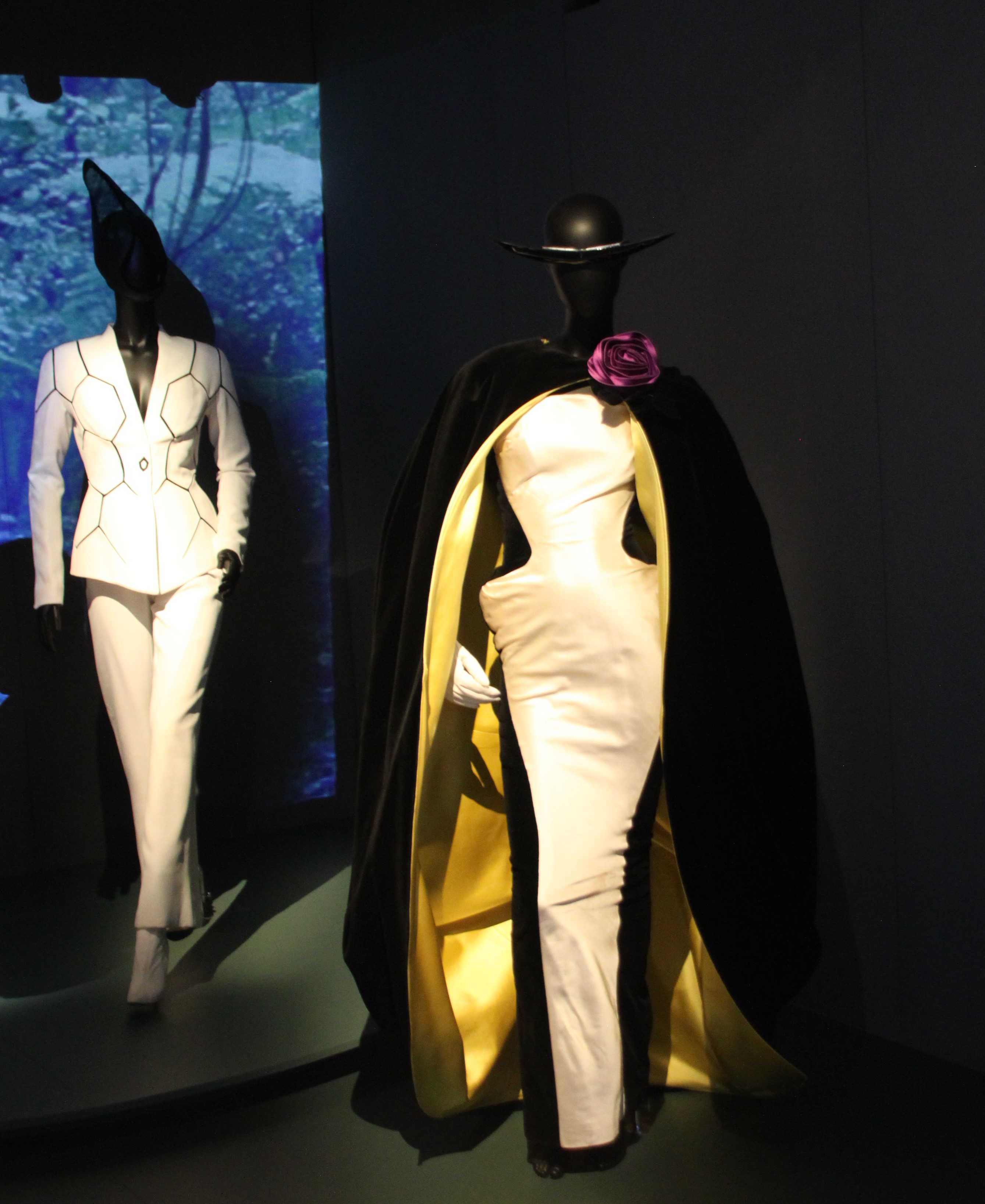
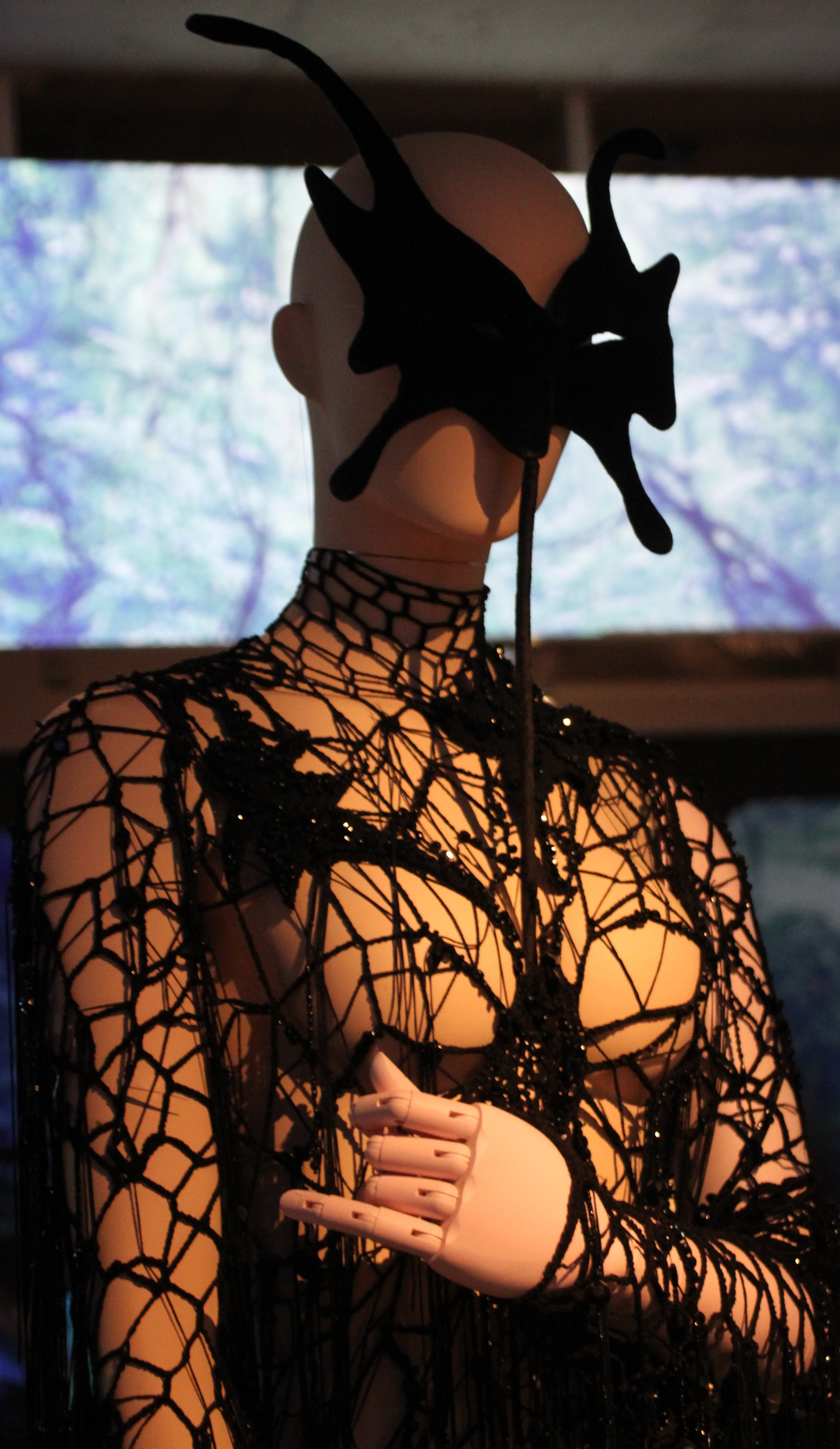
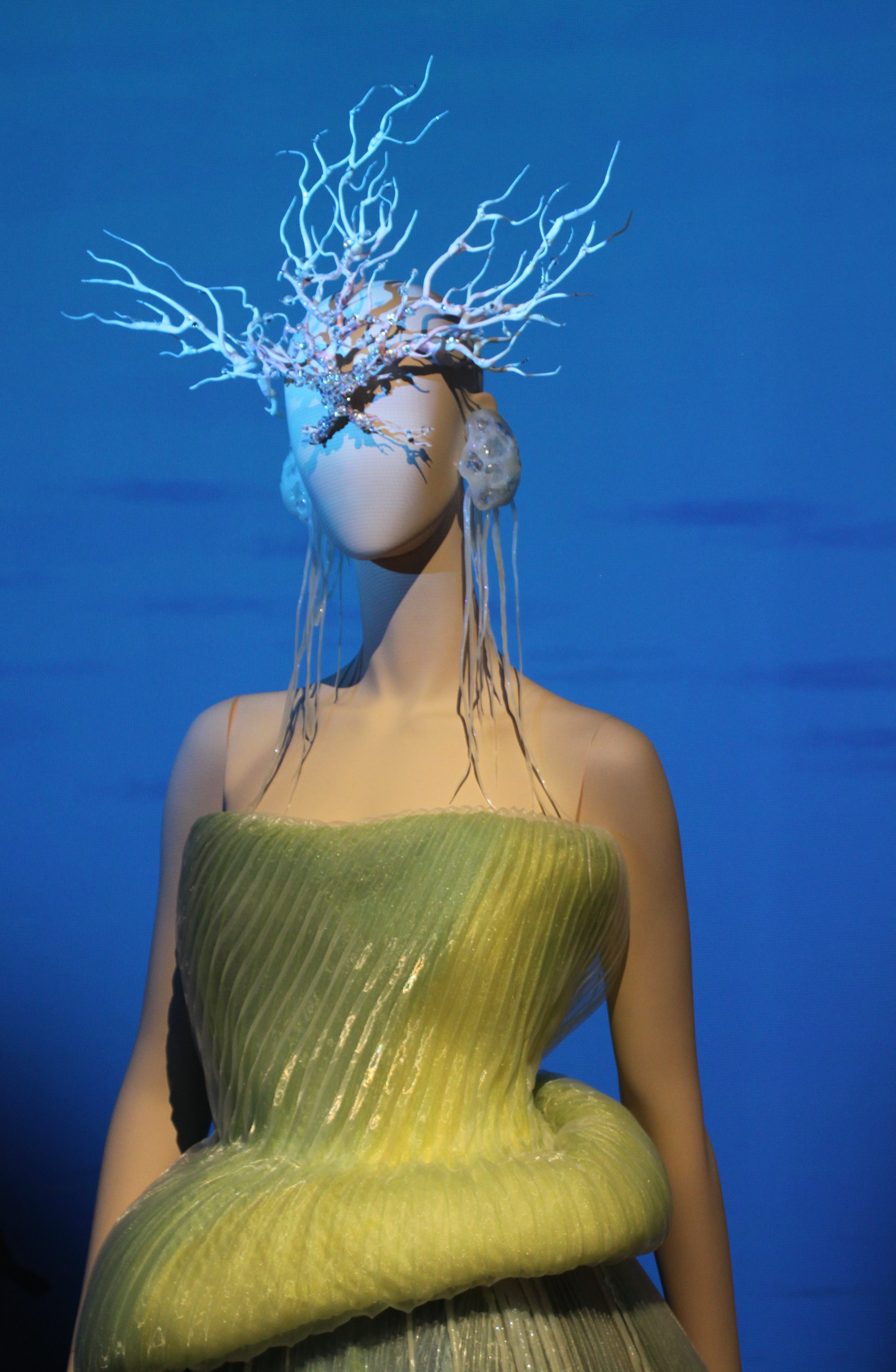
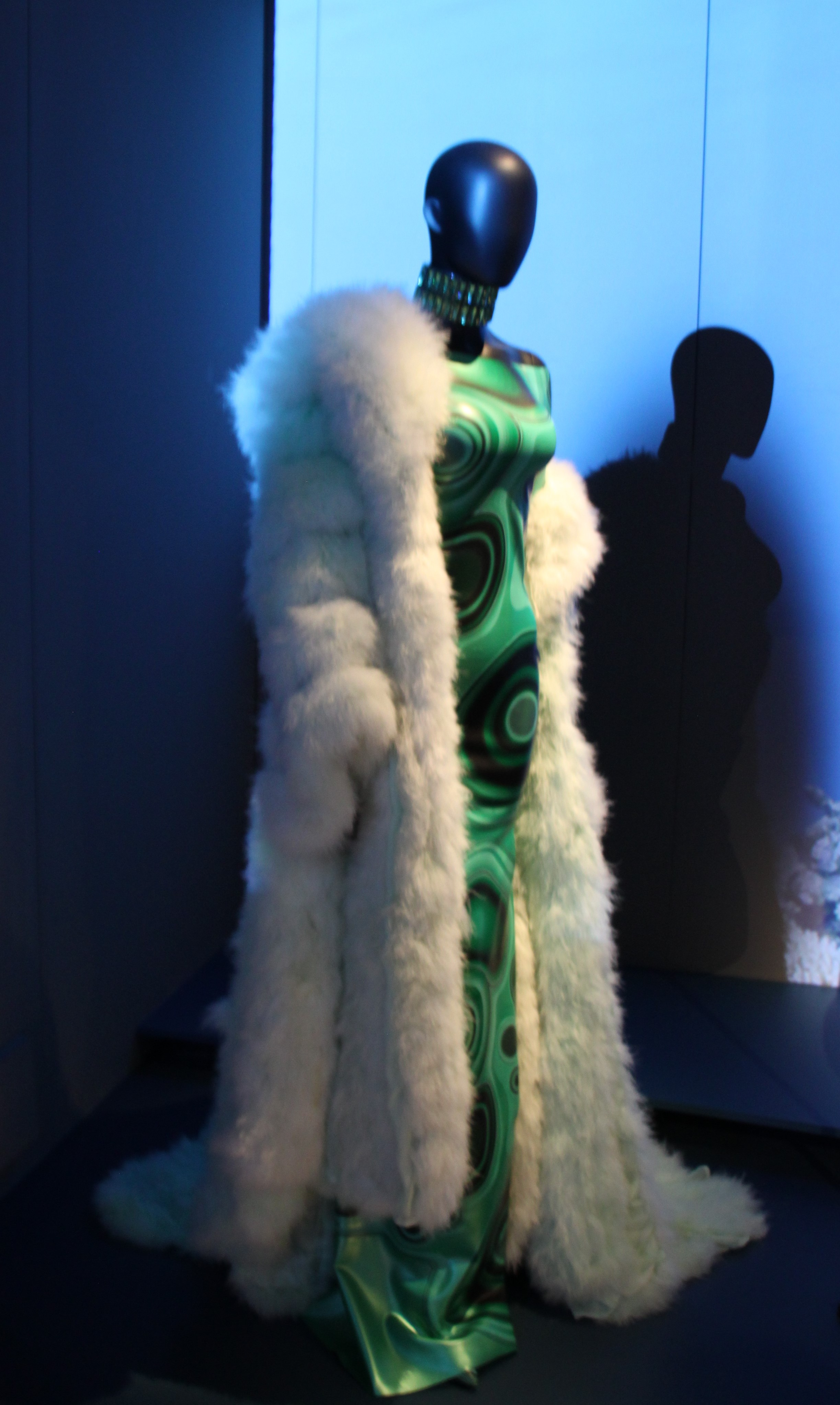
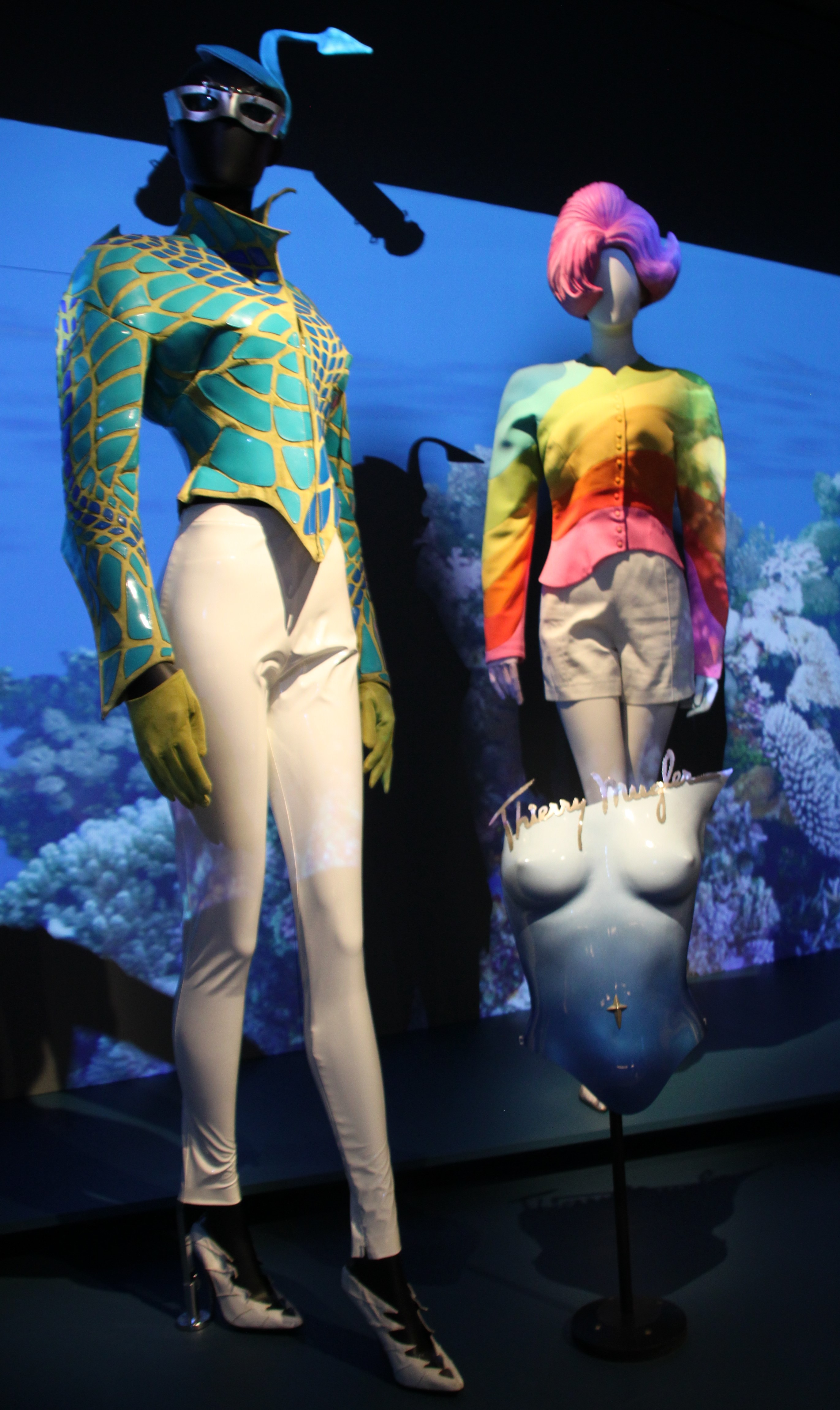
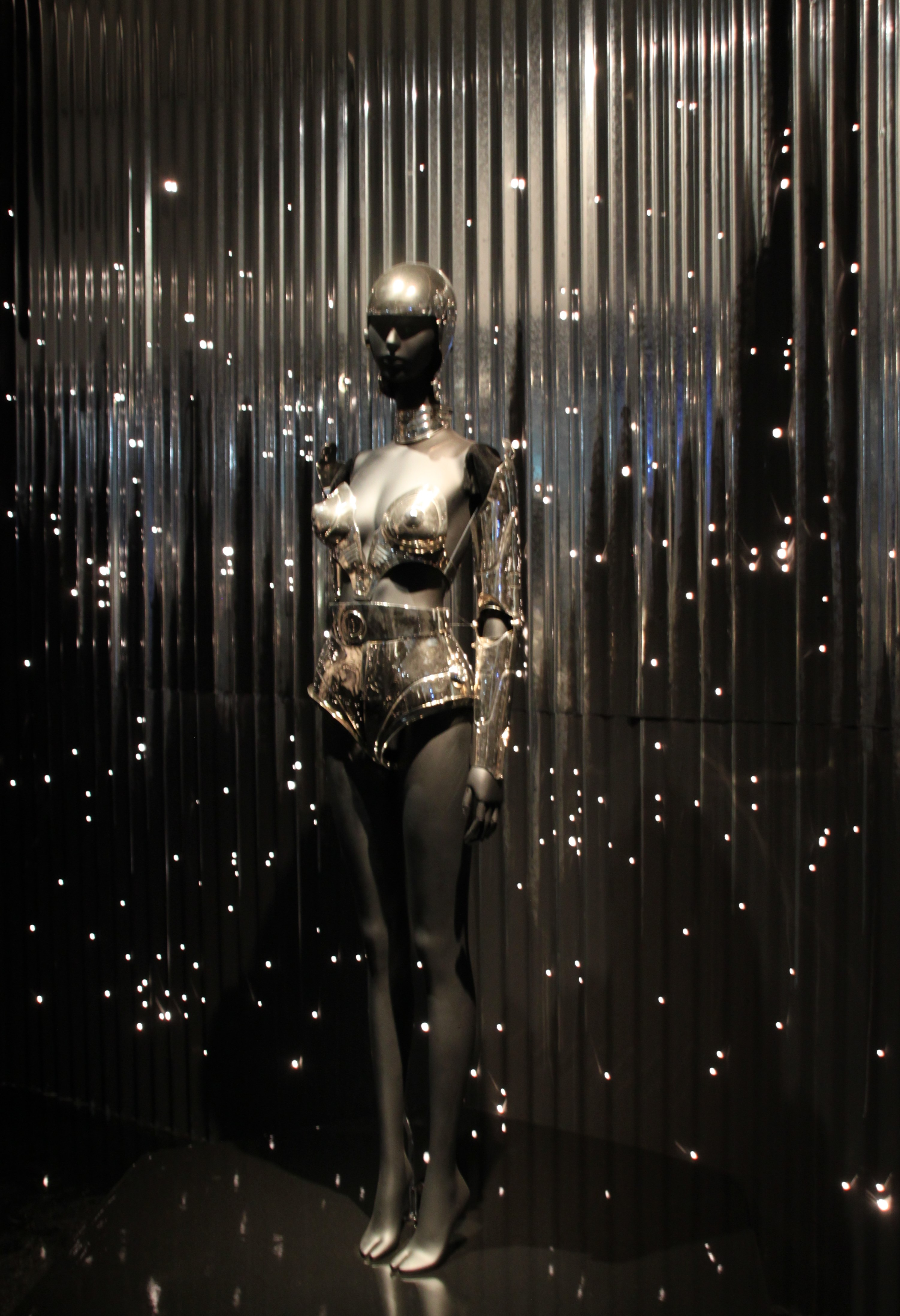
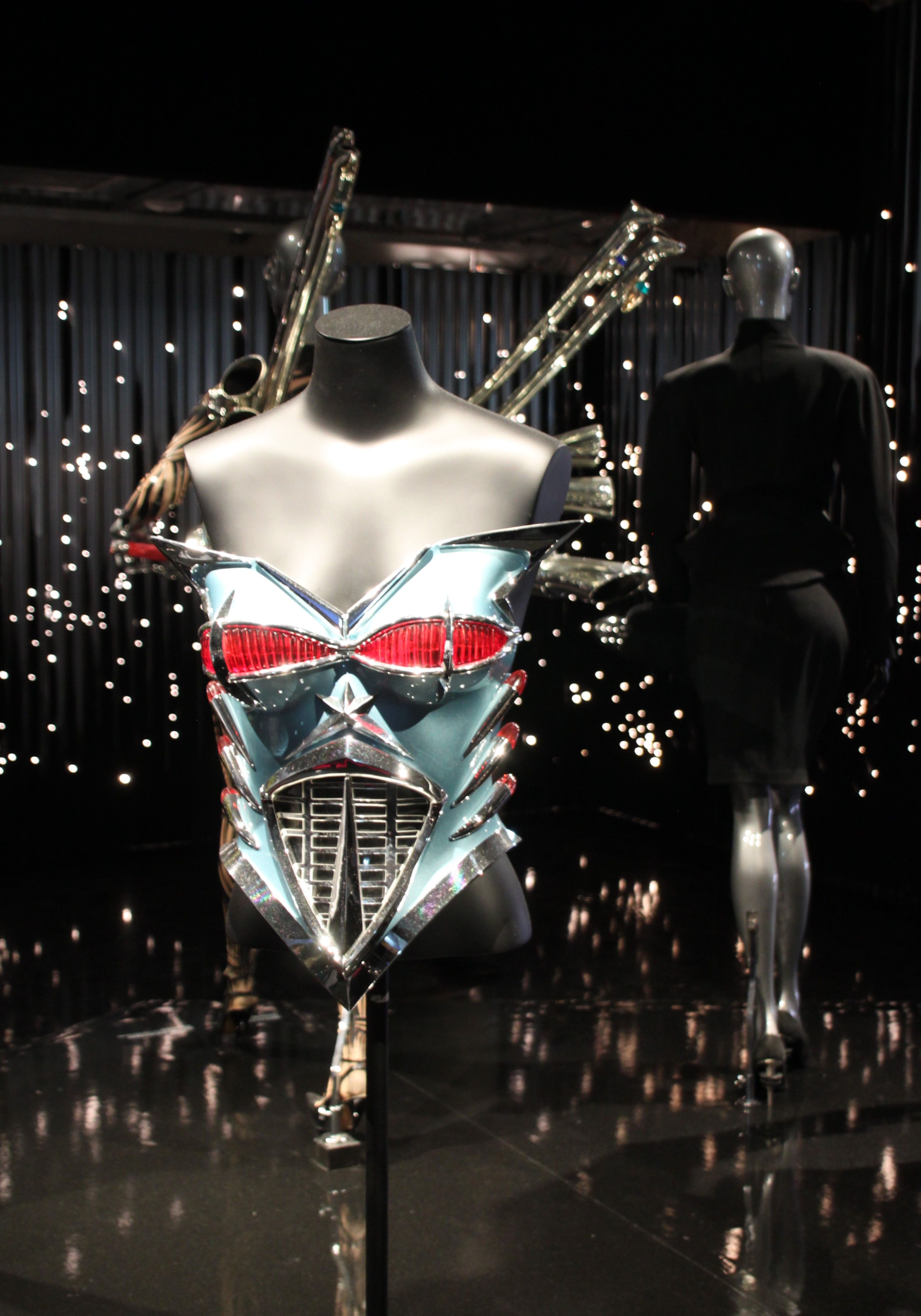
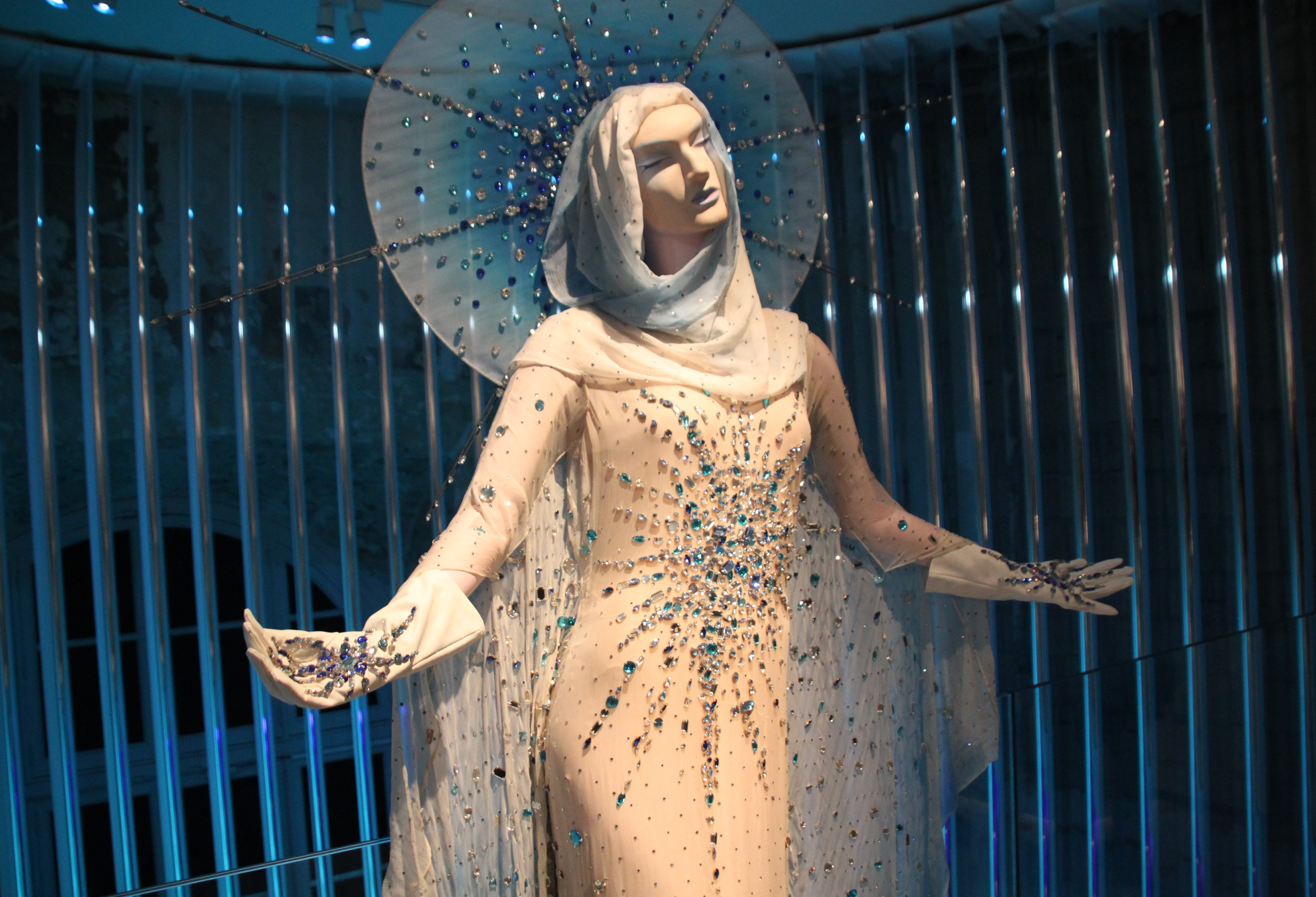
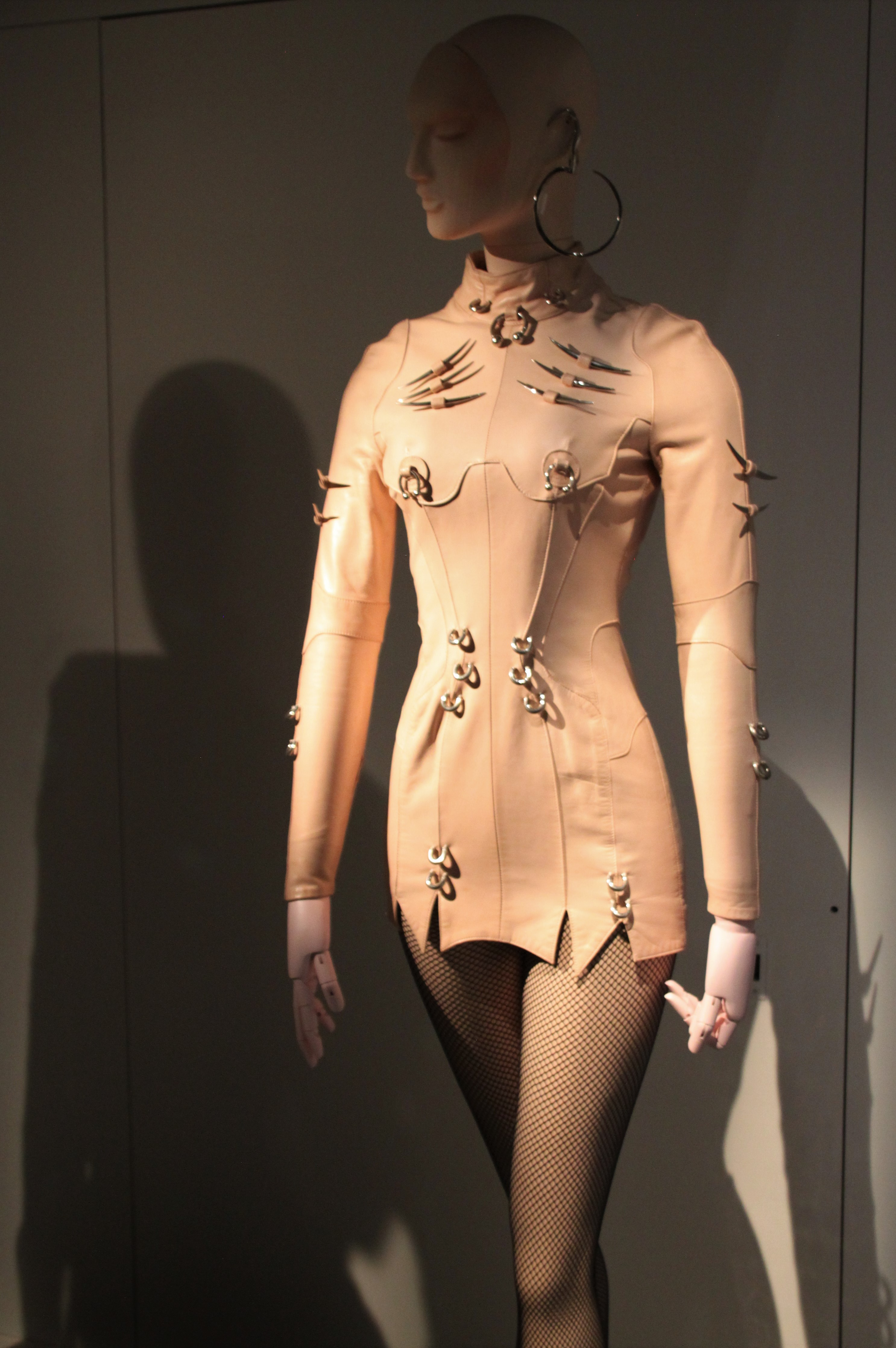
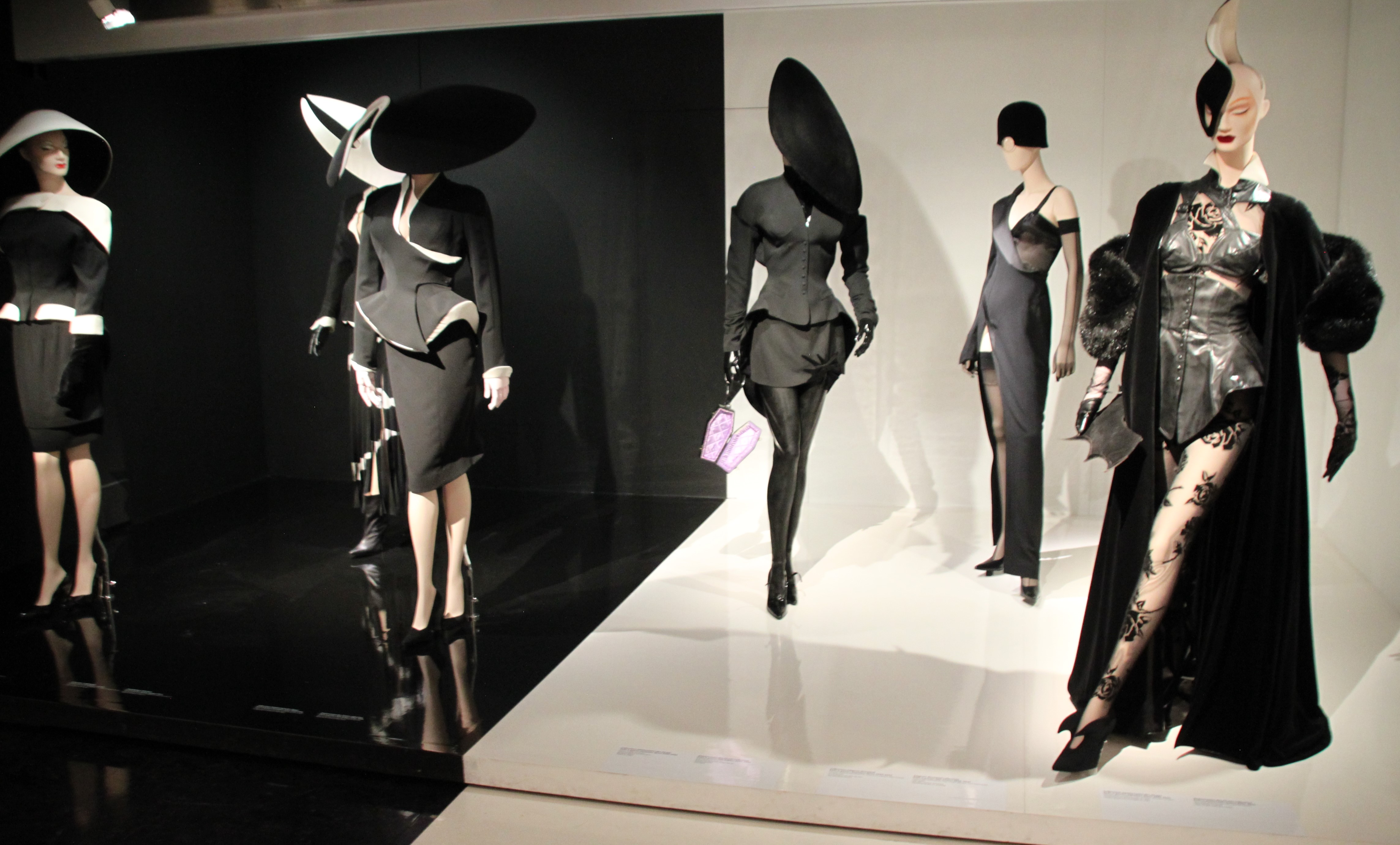
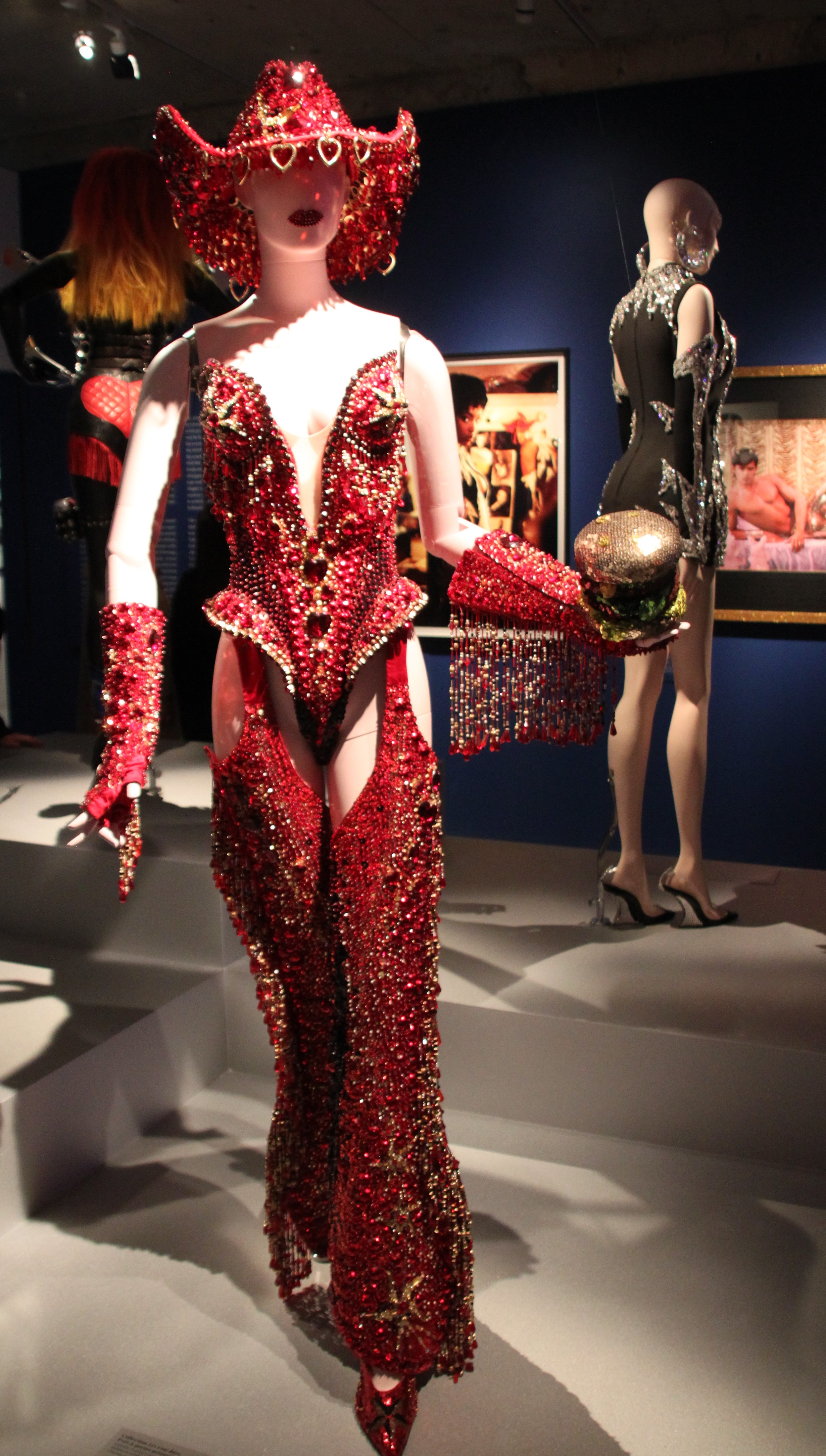
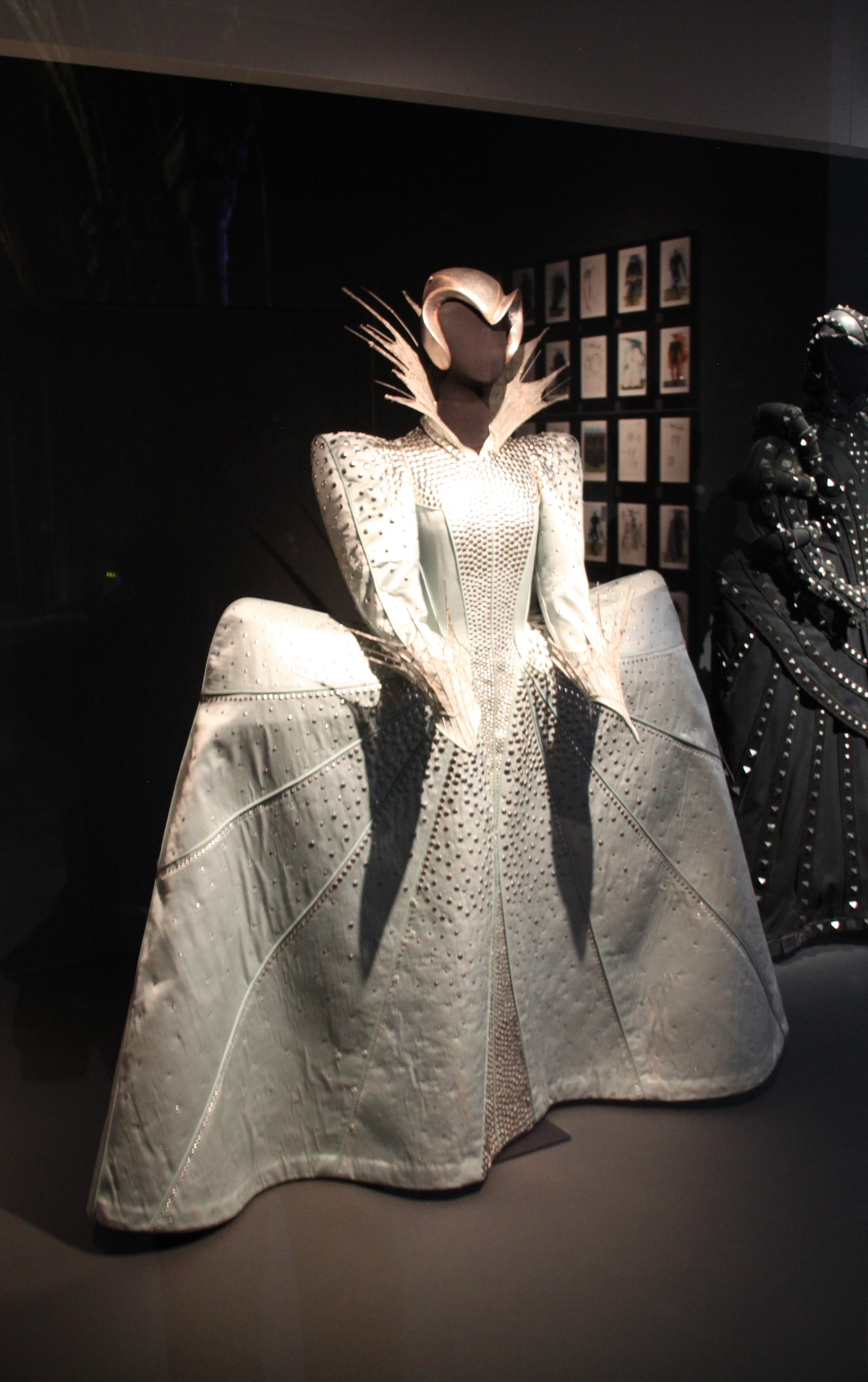

## Multi-créateur

### Photographe
Tout au long de ces années, il se passionne pour la photographie.
Il publie son premier livre en 1988, Thierry Mugler Photographe : on y découvre son goût pour les voyages et l’aventure et on peut constater qu’il préfère les sommets, les toits, l’espace aux paysages quotidiens.

### Réalisateur
« Metteur en scène de l’extraordinaire », il est également réalisateur de courts métrages, de films publicitaires et de clips vidéo. En 1992, il réalise le vidéo-clip de la chanson Too Funky de George Michael. Il y dirige les plus célèbres mannequins : Julie Newmar, Linda Evangelista, Tyra Banks, Estelle Lefébure, Nadja Auermann portant ses propres créations,. Le vidéo-clip originel et le "making-of" de cette vidéo conçue comme une parodie du milieu de la mode et des coulisses des défilés furent coupés sur fond de brouille entre Thierry Mugler et George Michael et ne seront connus du grand public que plus de 20 ans plus tard, grâce à une diffusion sur Internet,. Toutes les personnes ayant travaillé sur le tournage de ce vidéo-clip l'ont fait bénévolement et les bénéfices ont été versés au profit des associations de lutte contre le SIDA.
Thierry Mugler est par ailleurs très souvent à l’origine des visuels publicitaires de ses créations et de ses parfums. Il a par exemple réalisé le tout premier film publicitaire de ses parfums : celui d’Angel[réf. nécessaire].

### Metteur en scène
Artiste polyvalent, il crée régulièrement des costumes pour des comédies musicales, des concerts, des opéras et le théâtre (comme entre 1984 et 1989 ceux d'Émilie Jolie ou Macbeth pour la Comédie-Française).
Il collabore avec le Cirque du Soleil en 2002, qui distribue ses spectacles dans le monde entier. Il livre son imaginaire fantasmagorique dans Zumanity, une production « pour adultes » proposée durant plusieurs années au New York Hotel de Las Vegas. En créant à la fois l’intégralité des costumes et l'identité des personnages de ce spectacle, il met en scène Extravaganza, l'un des tableaux de celui-ci. Avec ce « cabaret érotique », Thierry Mugler fait entrer le cirque dans une nouvelle ère.
En 2009, Thierry Mugler est le conseiller artistique de la star américaine Beyoncé. Il crée les costumes de la tournée mondiale de la star I Am... Tour et donne sa vision pour la mise en scène, l’éclairage, les décors comme la chorégraphie.
En 2013, il monte une nouvelle revue de cabaret, Mugler Follies, pour faire concurrence au Crazy Horse et au Moulin Rouge.
Le 21 avril 2014, lors de l'émission Toute une histoire, Cindy Sander apparait métamorphosée, amincie et rousse. Elle y dévoile qu'elle sera la future protagoniste principale du spectacle The Wyld, produit par le styliste, couturier et metteur en scène Thierry Mugler. Ce spectacle, qui débute le 23 octobre 2014 à Berlin, se présente comme le show « le plus cher du monde », hors ceux produits à Las Vegas,.

### Créations

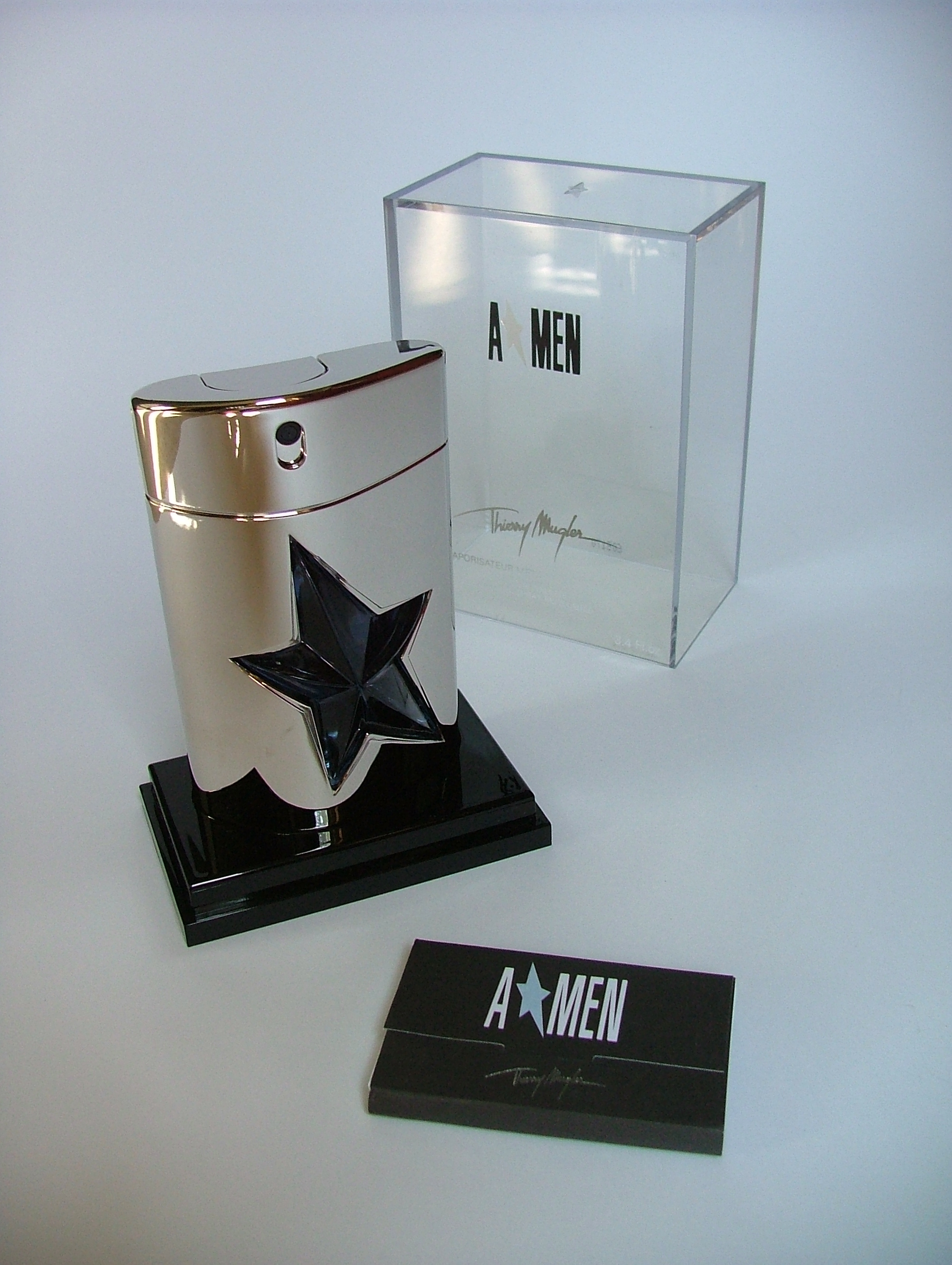
Présentation du parfum A*Men.

En 1990, Thierry Mugler est sollicité par Clarins, société de cosmétiques fondée en 1954, pour créer son parfum. « Thierry Mugler Parfums » est créé cette année-là, et Véra Strübi est nommée PDG de la nouvelle société de parfum dont Thierry Mugler sera directeur artistique jusqu'en 2013.
Issu des souvenirs d’enfance du créateur, le parfum Angel est lancé en 1992.
Thierry Mugler Beauty est une ligne de maquillage, lancée par la marque en 2008.

## La marque Thierry Mugler

### Filiale du groupe Clarins
« La maison Thierry Mugler » est une filiale du Groupe Clarins depuis 1997 (actionnaire majoritaire depuis 1998). Depuis 2008, Joël Palix est Président de la marque de Thierry Mugler et de Clarins Fragrance Group, incluant les marques de parfums : Thierry Mugler, Azzaro, Porsche Design, David Yurman et Swarovski. La ligne accessoire de la marque est composée de sacs, bijoux, montres ou lunettes.
Au début des années 2000, le groupe investit dans le prêt-à-porter pour homme avec une première collection signée Thierry Mugler et un défilé peu appréciés par la presse. La ligne homme de prêt-à-porter est sous licence du groupe italien Inghirami.
Sandrine Groslier a été nommée en septembre 2013 à la tête des activités parfums et mode du label. Virginie Courtin-Clarins est, quant à elle, chargée du développement marketing et de la communication de la partie mode.
Courant 2019, L'Oréal a annoncé le rachat des activités de la marque Mugler.

### Directeurs artistiques
En 2011. Nicola Formichetti (qui collabore entre autres avec Uniqlo en 2009, mais surtout Lady Gaga dont il est le styliste), devient directeur artistique de la marque. Il est pour cela entouré de Romain Kremer pour la création masculine et de Sébastien Peigné pour la mode femmes.
Lors de la présentation de sa collection prêt à porter Automne / Hiver 2011 au Gymnase Japy, la chanteuse Lady Gaga a parcouru le podium au rythme des titres de son dernier album Born This Way faisant du défilé l'un des évènements de la Fashion Week parisienne,,. La collaboration entre Nicola Formichetti et la marque Thierry Mugler n'aura duré que deux ans et s'achève le 2 avril 2013.
En décembre 2013, David Koma devient le nouveau directeur artistique de la marque. Il signe les collections du prêt-à-porter féminin.

### Studio Mugler: design
En 2015, le studio de création Studio Mugler est dirigé par Christophe de Lataillade.

### Documentaire
En septembre 2024, le documentaire « Inside The Dream : dans les pas de Thierry Mugler » de Matthieu Menu est diffusé sur Canal+. Il retrace 50 ans de la marque Mugler avec notamment des images d'archives inédites, des coulisses de défilés et secrets de tournage.